# Іщенко Олександр Олександрович
Іщенко Олександр Олександрович (26 серпня 1950, Пісківка, Київська область — 31 липня 2024) — український науковець, хімік, доктор хімічних наук, професор, академік НАН України.

## Життєпис
Народився 26 серпня в селищі Пісківка Київської області.
У 1973 році закінчив хімічний факультет Київського національного університету імені Тараса Шевченка. Одразу розпочав наукову діяльність у Інституті органічної хімії НАН України.
У 1980 році здобув ступінь кандидата наук. У 1991 році захистив докторську дисертацію. З 2005 року очолював відділ кольору та будови органічних сполук. Одночасно викладав у Київському національному університеті імені Тараса Шевченка. У 1998 році йому було присвоєно звання професора.

## Наукові напрямки
Зробив вагомий внесок у вивченні електронної будови, спектроскопії, фотоніки органічних барвників, розробленні перетворювачів світлової енергії для лазерної техніки, голографічних реєструвальних середовищ, фотовольтаїки й медицини.
Започаткував новий науковий напрямок — фотоніку іонних пар поліметинів. Уперше проаналізував форми електронних смуг поліметинових барвників, що дало змогу отримати інформацію про селективність їх поглинання, встановити її зв'язок з будовою барвників і виявити фактори, які визначають дані зв'язки.

## Наукові здобутки
За його наукового керівництва захищено 7 кандидатських дисертацій.
Багаторічна наукова діяльність відображена у понад 400-та наукових публікаціях
Автор багатьох запатентованих наукових винаходів.